# Улица Девятаева (Казань)
Улица Девятаева  (тат. Девятаев урамы, Devätayef uramı) — улица в  историческом районе Ново-Татарская  слобода Вахитовского района Казани. Названа в честь Героя Советского Союза Михаила Девятаева (1917-2002).

## География
Начинаясь от центрального автовокзала, заканчивается у Казанского речного порта.
Пересекается со следующими улицами:
- улица Камиля Якуба
- улица Мазита Гафури
- улица Меховщиков
- улица Портовая[вд]

## История
В начале XX века являлась односторонкой кварталов №№ 278-279 и 292 5-й полицейской части Казани. В 1914 году постановлением Казанской городской думы улица была переименована в Полянинскую улицу, но реально это название не использовалось. Во второй половине 1920-х гг. была переименована в Вокзальную улицу.
На 1939 год на улице имелось около 10 домовладений: №№ 1/2–13/2, все по нечётной стороне; все дома были частновладельческими, за исключением нефтебазы (№13/2).
24 декабря 1962 года переименована в Портовую улицу. Постановлением Главы администрации Казани №741 от 8 апреля 2005 года часть улицы Портовой (от автовокзала до речного вокзала) переименована в улицу Девятаева.
В первые годы советской власти административно относилась к 5-й части города; после введения в городе административных районов относилась к Сталинскому (с 1956 года Приволжскому, 1935–1973), Бауманскому (1973–1994) и Вахитовскому (с 1994 года) районам.